# Sado (Setúbal)
Sado ist eine Gemeinde (Freguesia) im portugiesischen Kreis Setúbal. In ihr leben 5357 Einwohner (Stand 19. April 2021).